# 克里斯托弗·格林
克里斯托弗·格林（又名：柯儒思），美国职业外交官，现任美国驻武汉总领事。

## 经历
柯儒思本科毕业于得克薩斯大學奧斯汀分校，主修经济专业；此外，他还在圣玛丽大学取得了国际关系硕士学位及法学博士学位。柯儒思此前担任过美国海军中央司令部指挥官的外交政策顾问。而且，他在美国驻华大使馆担任过环境、科学、技术和健康代理参赞。除此之外，他也曾经任职于美國駐以色列大使館、美国驻阿富汗大使馆、美国驻塔吉克斯坦大使馆、华盛顿特区的日本事务办公室及喬治·華盛頓大學的OES项目。
2024年6月12日抵达武汉后于美国驻武汉总领事馆就任总领事，6月17日受到湖北省外事部门领导接见。

## 家庭
他与妻子有一个女儿。

## 外部連結
- 官网 （页面存档备份，存于）